# Culicoides bifasciatus
Culicoides bifasciatus är en tvåvingeart som beskrevs av Tokunaga 1951. Culicoides bifasciatus ingår i släktet Culicoides och familjen svidknott. Inga underarter finns listade i Catalogue of Life.